# چایلی
چایلی (به ترکی استانبولی: Çayeli) شهری است در کشور ترکیه که در استان ریزه واقع شده‌است. جمعیت این شهر بر اساس سرشماری سال ۲۰۰۸ میلادی ۲۲٬۵۰۲ نفر و بر اساس برآوردهای سال ۲۰۰۹ میلادی ۱۹٬۷۹۹ نفر می‌باشد.